# Кундола
Кундола — река в России, протекает по Грязовецкому району Вологодской области. Впадает в озеро Никольское — исток реки Комёлы. Длина реки составляет 17 км.

## Физико-географическая характеристика
Исток Кундолы северо-западнее села Минькино (Юровское муниципальное образование) в 32 км к северо-западу от Грязовца и в 27 км к юго-западу от Вологды. Течёт на юго-восток, крупнейший приток — Михалевка (левый).
На берегах реки расположены сёла и деревни: Минькино, Талица, Балагурово (правый берег); Таршино, Дор, Питеримка (левый берег). В нижнем течении входит в заболоченную низменность около озера Никольское. Впадает в это озеро в его северо-западной части.

## Этимология
Название в переводе с вепсского означает «родное место» (от kund — род, общество; и -la — суффикс, обозначающий принадлежность какой-либо местности отдельному человеку или целому роду).

## Данные водного реестра
По данным государственного водного реестра России относится к Двинско-Печорскому бассейновому округу, водохозяйственный участок реки — Северная Двина от начала реки до впадения реки Вычегда, без рек Юг и Сухона (от истока до Кубенского гидроузла), речной подбассейн реки — Сухона. Речной бассейн реки — Северная Двина.
Код объекта в государственном водном реестре — 03020100312103000006868.